# Kafubu (Luanshya)
Kafubu è un ward dello Zambia, parte della Provincia di Copperbelt e del Distretto di Luanshya.